# Cryptus sibiricola
Cryptus sibiricola är en stekelart som först beskrevs av Szepligeti 1916.  Cryptus sibiricola ingår i släktet Cryptus och familjen brokparasitsteklar. Inga underarter finns listade i Catalogue of Life.